# Vepřová
Vepřová är en ort i Tjeckien.   Den ligger i regionen Vysočina, i den centrala delen av landet, 110 km sydost om huvudstaden Prag. Vepřová ligger 630 meter över havet och antalet invånare är 395.
Terrängen runt Vepřová är lite kuperad. Runt Vepřová är det ganska tätbefolkat, med 78 invånare per kvadratkilometer. Närmaste större samhälle är Havlíčkův Brod, 17,7 km väster om Vepřová. Trakten runt Vepřová består till största delen av jordbruksmark.